# Tour de Romandía 1953
La 7.ª edición del Tour de Romandía se disputó del 7 de mayo al 10 de mayo de 1953 con un recorrido de 837,5 km dividido en 5 etapas, con inicio y fin en Martigny.
El vencedor fue el suizo Hugo Koblet, ganador del Giro de Italia 1950 y Tour de Francia 1951, cubriendo la prueba a una velocidad media de 34,8 km/h.

## Etapas[1]
| Etapa | Recorrido           | Km    | Ganador       |
| 1.ª   | Martigny-Porrentruy | 239   | Hugo Koblet   |
| 2.ª   | Porrentruy-Ginebra  | 236   | Hugo Koblet   |
| 3.ªa  | Ginebra-Lausana     | 71,53 | Hugo Koblet   |
| 3.ªb  | Lausana-Morat       | 100   | Ferdi Kübler  |
| 4.ª   | Morat-Martigny      | 191   | Louison Bobet |

## Clasificaciones
Así quedaron los diez primeros de la clasificación general de la segunda edición del Tour de Romandía
| \| 1. \| Hugo Koblet \| Suiza \| 24h07'46" \| \| \| 2. \| Pasquale Fornara \| Italia \| + 6'05" \| \| \| 3. \| Louison Bobet \| Francia \| + 6'47" \| \| \| 4. \| Fritz Schaer \| Suiza \| + 7'33" \| \| \| 5. \| Donato Zampini \| Italia \| + 9'33" \| \| \| 6. \| Carlo Clerici \| Suiza \| + ? \| \| \| 7. \| Ferdi Kübler \| Suiza \| + ? \| \| \| 8. \| Gino Bartali \| Italia \| + ? \| \| \| 9. \| Eugen Kamber \| Suiza \| + ? \| \| \| 10. \| Rolf Graf \| Suiza \| + ? \| \| |                  |         |           |  |
| 1. | Hugo Koblet      | Suiza   | 24h07'46" |  |
| 2. | Pasquale Fornara | Italia  | + 6'05"   |  |
| 3. | Louison Bobet    | Francia | + 6'47"   |  |
| 4. | Fritz Schaer     | Suiza   | + 7'33"   |  |
| 5. | Donato Zampini   | Italia  | + 9'33"   |  |
| 6. | Carlo Clerici    | Suiza   | + ?       |  |
| 7. | Ferdi Kübler     | Suiza   | + ?       |  |
| 8. | Gino Bartali     | Italia  | + ?       |  |
| 9. | Eugen Kamber     | Suiza   | + ?       |  |
| 10. | Rolf Graf        | Suiza   | + ?       |  |